# Arben Hajrullahu

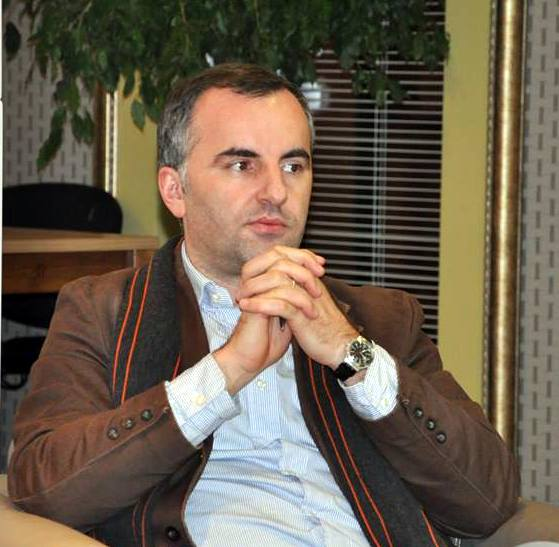
Arben Hajrullahu

Arben Hajrullahu (* 1975 in Pristina) ist ein kosovarischer Politikwissenschaftler der seit 1. Oktober 2024 Rektor der Universität Prishtina ist.

## Leben und Wirken
Arben Hajrullahu studierte Politikwissenschaft (als Hauptfach), Südosteuropäische Geschichte, Vergleichendes Öffentliches Recht, Staats- und Kommunikationswissenschaften sowie Germanistik an den Universitäten Prishtina (1994), Graz (1995 – 1999), Wien (2000 – 2005) und Huddersfield (2002).
Hajrullahu führte umfangreiche Forschungsarbeiten zum Westbalkan durch und verfasste dazu zahlreiche Veröffentlichungen. Seine Doktorarbeit über EU-Integration und nachhaltige Friedensbildung im Westbalkan wurde 2005 mit dem Preis der Dr. Alois Mock Europe Foundation ausgezeichnet und im Oktober 2007 im Nomos Verlag veröffentlicht.
Von 2000 bis 2003 war Hajrullahu als Forscher am Zentrum für Südosteuropastudien der Karl-Franzens-Universität Graz tätig. Von 2003 bis 2005 war er wissenschaftliches Mitglied des Österreichischen Instituts für Internationale Politik in Wien und von 2007 bis 2011 arbeitete er als freiberuflicher Senior Researcher an der Europäischen Akademie Bozen.
Im akademischen Jahr 2007 – 2008 war Hajrullahu  Humphrey Fulbright Fellow an der University of North Carolina at Chapel Hill und Gastwissenschaftler am Woodrow Wilson International Center for Scholars in Washington DC. Mehr als zwei Jahrzehnte lang arbeitete er auch als Experte und leitender Berater für lokale und internationale Institutionen.
Seit 2005 ist Arben Hajrullahu  Professor an der Universität Prishtina, Abteilung für Politikwissenschaft sowie seit dem 1. Oktober 2024 Rektor der Universität Prishtina.

## Publikationen (Auswahl)
- Langfristiger Frieden am Westbalkan durch EU-Integration: der EU-Integrationsprozess als Chance für die Überwindung des serbisch-kosovarischen Konfliktes, Nomos Verlagsgesellschaft mbH & Co. KG Baden-Baden 2007, ISBN 978-3-8452-0485-7
- Dependence, Independence and Interdependence: Realities and Discourses in Kosovo, Peter Lang AG Bern 2021, ISBN 978-3-0343-4238-4
- Forging Kosovo: Between Dependence, Independence, and Interdependence, Comparative Southeast European studies (Bd. 71, 2023, Nr. 4: 634–636. 03 S.)